# 문노
문노(文努, 538년~606년)는 신라의 제8대 풍월주였다. 그는 선혜부인의 아들 비조부공과 가야국 문화공주의 아들이었다.
《필사본 화랑세기》에 의하면, 거칠부와 말보(末宝)의 딸인 윤궁낭주(允宮)와 혼인하였다. 말보는 아시공과 삼엽공주의 딸로, 2대 풍월주 미진부의 누이이며 실보낭주의 자매이다. 따라서, 윤궁과 미실(미진부의 딸), 9대 풍월주 비보랑(실보낭주의 아들)은 사촌이 된다. 실제로, 미실이 윤궁에게 문노를 추천하였다.
사도태후의 오빠인 노리부공은 세종과 짜고 진지왕 대신 왕위에 오를 계획을 세웠으나 다른 화랑들의 반대와 사도태후의 만류로 인해 왕위는 포기하고 대신 미실을 다시 원화로 세우고 노리부를 국선(國仙), 노리부공에 반대했던 화랑 문노를 아선(亞仙)으로 삼았다.

## 가족 관계

### 선대
- 조부 : 호조(好助)
- 조모 : 선혜부인(善兮夫人)
  - 아버지 : 비조부(比助夫)
- 외조부 : 찬실왕(贊失王)
- 외조모 : 야국(夜國)의 왕녀
  - 어머니 : 문화공주 김씨(文華公主 金氏)

### 부인과 후손
- 부인 : 윤궁낭주 김씨(允宮娘主 金氏)
  - 아들 : 대강(大剛)
  - 아들 : 충강(充剛)
  - 아들 : 금강(金剛)
  - 딸 : 윤강(允剛)
  - 딸 : 현강(玄剛), 호림공(虎林公)에게 출가
  - 딸 : 신강(信剛)

## 관련 작품

### 드라마
- 《선덕여왕》(MBC, 2009년, 배우:정호빈)

| 전임 설원랑 | 제8대 풍월주 | 후임 비보랑 |